# Список серій телесеріалу «Собака крапка ком»
Собака крапка ком — американська комедія, перший ефір якого стартував на каналі Disney Channel з 12 жовтня 2012 по 25 вересня 2015.Серіал створив Майкл Каплан, який також брав участь у створенні героїв фільмів Діснея як «Я в рок-групі». За три сезони серіалу вийшло 70 серій.

## Огляд серіалу
| Номер сезону | Кількість серій | Прем'єра | Закінчення      |                 |
| ------------ | --------------- | -------- | --------------- | --------------- |
|              | 1               | 22       | 12 вересня 2012 | 25 серпня 2013  |
|              | 2               | 24       | 20 вересня 2013 | 12 вересня 2014 |
|              | 3               | 24       | 26 вересня 2014 | 25 вересня 2015 |

## Серії

### 1 сезон

#### Перша частина
| Номер серії | Назва серії                                           | Режисер(и)    | Сценарист(и)             | Показ серії       | Код серії | Перегляди | |
| 1 | Stan in the house Стен у будинку                      | Ніл Ізраель   | Філіп Старк Майкл Каплан | 12 жовтня 2012    | 101       | 4.50      | |
| --- | ----------------------------------------------------- | ------------- | ------------------------ | ----------------- | --------- | --------- | --- |
| В домі батьків Евері, Хлої і Тайлера з'явився пес, який вміє говорити і тепер їм треба зберегти цей секрет по при їх незгоди.                                                                                         |                                                       |               |                          |                   |           |           | |
| 2 | The Fast and the Furriest Швидко і ще швидше          | Ніл Ізраель   | Майкл Каплан             | 4 листопада 2012  | 102       | 3.35      | |
| Стен захотів відчути себе людиною і розбив машину, а всі подумали що розбив її Тайлер. Між тим Еллен і Беннет згадують свої спогади.                                                                                  |                                                       |               |                          |                   |           |           | |
| 3 | Dog with a Hog Собака талісман                        | Ніл Ізраель   | Джад Піллот              | 11 листопада 2012 | 103       | 2.99      | |
| Стен переконав Евері бути шкільним талісманом, але Евері турбує те, що з талісманами щось постійно трапляється. |                                                       |               |                          |                   |           |           | |
| 4 | Wingstan Собака під крилом                            | Ніл Ізраель   | Річард Ґурман            | 18 листопада 2012 | 106       | 3.68      | |
| Тайлер щоб піти на побачення до Ніккі бере Стена, бо в неї є собачка, але все іде не так, як треба, бо собачка дістає стена.                                                                                          |                                                       |               |                          |                   |           |           | |
| 5 | World of Woofcraft Світ гавремесла                    | Шеллі Дженсен | Стів Ярчак Шон Томас     | 25 листопада 2012 | 108       | 2.58      | |
| Стен захоплюється грою під назвою «Царство вежі», де він завів собі нового друга, Кілгора (Кевіна). Коли гравці збираються в парку, Стен просить Евері прикинутися ним.                                               |                                                       |               |                          |                   |           |           | |
| 6 | Bark! The Herald Angels Sing Гавк! Хор ангелів співає | Ніл Ізраель   | Джон Пеасілей            | 2 грудня 2012     | 104       | 3.82      | |
| Сім'я вперше святкує Різдво разом зі Стеном і Ейвері готує подарунки, тому що Еллен має погану подарункову репутацію.                                                                                                 |                                                       |               |                          |                   |           |           | |
| 7 | The Parrot Trap Папугова пастка                       | Шеллі Дженсен | Еллісон Браун            | 13 січня 2013     | 109       | 2.82      | |
| Еллен ніколи не була улюбленицьою собак, тому купила власного улюбленця синьо-жовту Ару на ім'я Люсі, яку сім'я ненавидить.                                                                                           |                                                       |               |                          |                   |           |           | |
| 8 | The Bone Identity Прихований талант                   | Ніл Ізраель   | Джим Хоуп                | 27 січня 2013     | 105       | 3.15      | |
| Підслухавши розмови Евері про Стена, Карл Фінк, починає шпигувати за Стеном та іншими членами сім'ї. |                                                       |               |                          |                   |           |           | |
| 9 | Stan Stops Talking Стен перестає розмовляти           | Шеллі Дженсен | Джон Пеасілей            | 17 лютого 2013    | 115       | 4.26      | |
| Евері, Тайлер і Хлоя шоковані, коли вони виявляють, що Стен більше не розмовляє з ними, тому вони пробують різні методи, щоб змусити його говорити.                                                                   |                                                       |               |                          |                   |           |           | |
| 10 | Dog Loses Girl Стен втрачає Хлою                      | Ніл Ізраель   | Чад Ґервіч               | 24 лютого 2013    | 107       | 3.39      | |
| Беннетт і Еллен залишили Тайлера дивитися за Хлоєю; Тайлер в свою чергу залишає Хлою з Евері, щоб піти на побачення з Ніккі; Евері залишає Хлою з Стеном щоб отримати підписаний примірник книги і Стен втрачає Хлою. |                                                       |               |                          |                   |           |           | |
| 11 | Stan-ing Guard Стен охоронець                         | Шеллі Дженсен | Майкл Каплан             | 24 березня 2013   | 110       | 2.81      | Беннет, Еллен і Евері наглядають за будинком після того як вночі почули незнайомця, який був Стеном. Евері намагається зробити із Стена сторожового пса. |

#### Друга частина
| 12 | Freaky Fido Чумова Фідо                        | Ніл Ізраель   | Джад Піллот   | 7 квітня 2013  | 111 | 2.99 |
| --- | ---------------------------------------------- | ------------- | ------------- | -------------- | --- | ---- |
| Коли Евері розуміє, що її сім'я і вчитель думає, що вона не цікава, вона вирішує довести їх неправоту, роблячи фільм зі своєю сім'єю який називається «Чумова Фідо». |                                                |               |               |                |     |      |
| 13 | Guess Who's a Cheerleader Вгадай, хто Чирлідер | Шеллі Дженсен | Річард Ґурман | 28 квітня 2013 | 112 | 3.19 |
| Стен висловлює побоювання з приводу відсутності лояльності Евері після того, як вона створює загін черлідингу і починає віддалятися від Ліндсі.                      |                                                |               |               |                |     |      |